# IC 1533
IC 1533 је ознака објекта на координатама са ректансцензијом 0h 10m 36,8s и деклинацијом - 7° 24" 55'. Открио га је Луис Свифт, 24. маја 1898. Каснијим посматрањима на том положају није уочен никакав астрономски објекат.